# Kailia Posey
Kailia Lexis Posey (Las Vegas, Estados Unidos, 19 de abril de 2006-Blaine, Washington, 2 de mayo de 2022) fue una concursante de concursos de belleza y personalidad de telerrealidad estadounidense, conocida por su aparición en el programa Toddlers & Tiaras del canal de televisión TLC.

## Carrera
Posey compitió en concursos de belleza infantiles desde los tres años hasta su muerte a los 16.Tenía cinco años cuando apareció en la cuarta temporada de Toddlers & Tiaras, durante la cual se convirtió además en el tema del meme de internet «Grinning Girl» (Niña sonriente).Posey ganó el título de Miss Lynden, Washington Teen en 2021 y Miss Springfield, Missouri Teen en 2022.

## Muerte
El 2 de mayo de 2022, Posey fue encontrada muerta en un parque de Blaine, Washington. Su muerte fue declarada como suicidio mediante ahorcamiento con ligadura.

## Filmografía

### Películas
| Año  | Título | Papel        | Comentarios       |
| ---- | ------ | ------------ | ----------------- |
| 2019 | Eli    | Agnes Thorne | Debut como actriz |

### Televisión
| Año              | Título            | Papel       |
| ---------------- | ----------------- | ----------- |
| 2010, 2011, 2016 | Toddlers & Tiaras | Concursante |